# ロベルタ ディ カメリーノ
ロベルタ ディ カメリーノ（伊：Roberta di Camerino）は、イタリアのファッションデザイナーであるジュリアーナ・カメリーノ（1920年12月8日 – 2010年5月10日）が、1945年にイタリア・ヴェネツィアで創業したファッションブランド。

## 歴史

### 創業者 ジュリアーナ・カメリーノとブランドの誕生
イタリア・ヴェネツィアでユダヤの裕福な家庭に生まれ、幸福な少女時代を過ごしたジュリアーナ・カメリーノは、第二次世界大戦中に家族と共にユダヤ人迫害を逃れてスイスのルガーノで亡命生活を送っていた。ある日、持っていた革のバッグを見ず知らずの婦人に頼まれて60スイスフランで売り、そのお金で革を仕入れ同じバッグ（飼い葉桶のようなトートバッグ）を作ったことが口コミで広がり評判となり、1943年にデザイナーとしての一歩を踏み出した。終戦を迎えた1945年にジュリアーナはヴェネツィアに戻り、ロベルタ ディ カメリーノ社（Roberta di Camerino S.A.）を設立。
ブランド名のロベルタは、1935年制作のアメリカ映画「ROBERTA」からつけられた。ジュリアーナが大好きだったフレッド・アステア（Fred Astaire）が主演であり、主題歌「煙が目に染みる」(Smoke Gets In Your Eyes)はジュリアーナが社交界へのデビューを飾った時のファーストダンスの曲であったため。

### ジュリアーナ・カメリーノ略歴
- 1945年 ロベルタ ディ カメリーノ社（Roberta di Camerino S.A.）創業
- 1956年 ニーマン・マーカス国際ファッション賞受賞（英語: Neiman_Marcus_Fashion_Award）[1]
- 1969年 イタリア政府から叙勲
- 1973年 インターシック金賞受賞
- 1976年 インターナショナル・マスター・オブ・ファッションアワード受賞
- 1980年 ヨーロッパ・オスカー賞受賞
- 2006年 "The Fair Lady of Italian Fashion 1950-1975" を受賞
- 2008年  Sixty Group に「ロベルタ ディ カメリーノ」を譲渡。ジュリアーナ・カメリーノは、スーパーバイザーとなる。
- 2010年 ヴェネツェアにてジュリアーナ・カメリーノ逝去

### バゴンギバッグ
ヴェネツィアに戻ったジュリアーナは、祖父の染色アトリエであった場所（Loredan Grifalconi Palace）にバッグ作りの工房を開く。バッグは靴の色と会うものでなければならないという従属的な役割を否定し、個性を独自に発揮するバッグを次々と創造し始める。1948年にデザインされた「バゴンギ」（ジュリアーナが幼い頃から大好きだったサーカス小屋の道化師の名前からつけられた）は、半世紀以上経った現在でもロベルタ ディ カメリーノを代表するバッグ（イットバッグ）。19世紀の医者が使っていた鞄にヒントを得て、エレガンスと実用性の両面を満足させ、あらゆる場面にもふさわしいようデザインされた独特な形を作り出した。また、当時バチカン御用達であった織元（ベビラックワ）で高価な手織りのベルベットを素材として使用し、独特の深みある発色と手触りで、他に類を見ないバッグとなった。

### 赤・緑・紺の配色
「色というものは、どれを一緒にしても美しく見えるものよ。なぜなら理由はどうであれ隣りあわせになった二つの色は、三つ目の色を加えることでハーモニーが生まれるから」とジュリアーナ・カメリーノは語った。
ヴェネツィアゆかりの三人の画家であるティツィアーノ・ヴェロネーゼ・ティントレットの絵画から影響を受け、印象的な赤と緑と紺の3色のロベルタカラーと言われる組み合わせがロベルタ ディ カメリーノの代表的な色遣いとなった。。

### Rのロゴマークとベルト柄
ロベルタの頭文字であるRをベルトのようにデザインしたロゴマークと現在もテキスタイルデザインに多用されるベルトの柄は意匠登録されている。
だまし絵（トロンプルイユTrompe-l'œil ）のテクニックが、このロゴマークと柄にも取り入れられている。

### パネルドレス
バゴンギバッグとともにファッション史におけるロベルタの名を残したひとつにパネルドレスがある。
ジュリアーナは、幼い頃に遊んだ着せ替えの紙人形からヒントを得て、だまし絵（トロンプルイユTrompe-l'œil ）をファッションの分野に初めて取り入れたと言われている。Tシャツのようなごく単純な構造でありながら、表面にだまし絵のテクニックを施し、例えばブラウスに上着を着てスカートにベルトをしているコーディネイトファッションを装うという、極めてユニークなドレス。皴になりにくいジャージー素材にプリントすることによって、上流階級のバカンスでの封建的なファッション理念をも解放したと言われる革新的なものだった。非常に高度なテクニックを要するため、パネルドレスは一枚の布から作り出す「着る芸術品」と言われている。正確無比なプリントと縫製技術を必要とし、二次元を三次元だと錯覚さえられる幾何学的な空間把握をデザイン画の段階で要求される高度なデザイン。遊びごごろに溢れたパネルドレスは、ファッション界を越えて反響を呼び、1980年にニューヨークのホイットニー美術館でデザイン画展が開催された。

### ニーマン・マーカス賞受賞
1956年にファッション界のオスカーといわれるニーマン・マーカス賞を受賞。モナコ王妃だったグレース・ケリーが賞のプレゼンターとしてバゴンギを手にダラスでの授賞式に駆け付けた。それ以後、バゴンギは「プリンセスのバッグ」と呼ばれ一世を風靡した。

## ロベルタを愛用した または親交のあった著名人
- グレース・ケリー：ニーマン・マーカス賞のプレゼンターであった縁もあったが、バゴンギの最も有名な愛用者。色違いで何個も保有していた。[6][3]
- サルバドール・ダリ：ジュリアーナの才能を認めた天才画家。「彼女はファッションデザイナーではなくアーティストだ」と評した。[4]
- ジェーン・フォンダ：ジュリアーナと親交があり、ロベルタ ディ カメリーノの広告モデルとしても活躍。
- アナ・スイ：ロベルタ ディ カメリーノのヴィンテージバッグやパネルドレスをニューヨークで多く買い求めており、1997年に来日した際に、黒のバゴンギを持っていたことで注目された。ニューヨークのパーソンズ美術大学の同窓であるマークジェイコブスにもロベルタ ディ カメリーノを紹介した、と言われる。[6]。[3]
- マドンナ：2001年ヨーロッパツアー中にミラノのモンテナポレオーネ通りにて、ターコイズカラーのカラベラバッグを持参。[3]

## 日本での展開
- 1975年 製品輸入取引開始（ミカレディ株式会社）
- 1982年 ライセンス取引開始（紳士衣料品）
- 1989年 ロベルタ ディ カメリーノ ファーイースト株式会社設立
- 1992年 旗艦店「GINZAロベルタ」を銀座コリドー通りに開店
- 2000年 旗艦店「GINZAロベルタ」を銀座並木通りにリニューアルオープン
- 2001年 東京池袋の西武ギャラリーにて作品展（The Art of Elegance）を開催
- 2015年 三菱商事とロベルタ ディ カメリーノ ファーイースト株式会社がロベルタ ディ カメリーノのマスターライセンス契約を締結
- 2016年 旗艦店「ロベルタ ディ カメリーノ本店」を有楽町にリニューアルオープン、公式オンラインショップオープン